# مازوویا
مازوویا (به لاتین: Mazovia) یک منطقهٔ مسکونی در لهستان است که در استان ماسوویان واقع شده‌است.